# Taks
Taks (engl. Tux) je naziv za službenu maskotu Linux kernela. Tux, kojeg je kreirao Leri Juing 1996. godine, je malo deblji pingvin koji izgleda zadovoljan i nasmiješen. Koncept Linux maskote koja liči na pingvina je smislio Linus Torvalds. Tux je dizajniran zbog Linux takmičenja. Neke slike koje su napravili takmičari se mogu naći ovdje. Pobjednički logo je bio logo koji je kreirao Leri Juing koristeći GIMP (besplatni Open Source program). Linus Torvalds je tražio nešto zanimljivo što bi asociralo na Linux, te je izabrao maskotu pingvina koji zadovoljno sjedi. Tux je popularniji od maskote GNU projekta koji predstavlja životinju sa rogovima. Tux je takođe zvijezda igre Tux Racer, u kojoj Tux mora izbjeći razne prepreke da bi došao do kraja igre. U nekim Linux distribucijama, Tux Vas može srdačno pozdraviti na boot ekranu. Neki korisnici Linuxa misle da je naziv Tux došao kao skraćenica za Torvalds UniX. 
Tux je takođe i ime jednog Linux web servera.

## Igre u kojima se pojavljuje Tux
- BankiZ!
- Black Penguin, igra slična Q*Bert
- ClanBomber
- Defendguin
- Fall (video igra)
- Freedroid RPG
- Frozen Bubble, popularna igra puzli bazirana na igri  Puzzle Bobble
- IceBreaker
- Open Racer, arkadna igra bazirana na igri Tux Racer
- Penguin Bounce,
- Pingus, igra slična  Lemmings
- PPRacer, ledena arkadna igra
- Slune, 3D arkadna igra
- Snowball Surprise: Adventures in Avatarctica
- SuperTux, igra slična popularnoj strategiji Mario
- SuperTuxKart, arkadna igra bazirana na TuxCart-u
- TappyTux
- Tuxigloo
- TuxKart, arkadna igra
- Tux-n-Run

- Tux, of Math Command
- TuxMathScrabble
- Tux Paint, program za crtanje namijenjen djeci
- Tux Picross
- Tux the Penguin - A Quest for Herring,
- Tux Racer, arkadna igra
- TuxTyping
- Tux vs Clippy
- XPenguins
- XTux
- Tux on the Run, arkadna igra